# Partido Constitucional (Perú)
El Partido Constitucional fue un partido político peruano fundado en 1882 por Andrés Avelino Cáceres, héroe nacional de la Guerra del Pacífico. El partido fue expresión de la oligarquía nacionalista y militar, además de los principales terratenientes y de la Iglesia Católica. 
El Partido Constitucional formó un acuerdo con el Partido Civil para detener el avance del Partido Demócrata, provocando una guerra civil en 1895. Sin embargo, después del final de la guerra civil en 1896, el partido fue derrocado del poder y posteriormente disuelto.
Logró llegar tres veces a la Presidencia de la República, durante la llamada Reconstrucción Nacional: con Andrés Avelino Cáceres (1886-1890), con Remigio Morales Bermúdez (1890-1894) y nuevamente con Cáceres (1894-1895).